# Gigantia
La Gigantia (in maltese Ġgantija; originariamente in lingua italiana anche Torre dei Giganti) è un sito archeologico di Malta. Situati nell'isola minore, Gozo, i templi della Gigantia risalgono circa al 3600-2800 a.C. e sono le più antiche strutture del genere al mondo e le seconde strutture religiose artificiali al mondo dopo Göbekli Tepe, rappresentano il gruppo più esteso dei Templi di Malta. Sito orientato a nord-ovest, ebbe diverse fasi di sviluppo: 
- a: gran tempio a forma di trifoglio;
- b: aggiunta di due camere laterali;
- c: tempio minore;
- d: delimitazione con un cortile curvilineo.

Per costruirlo vennero utilizzati monoliti e una specie di muratura a secco, le pietre venivano strofinate con la sabbia in modo che i blocchi aderissero meglio. La muratura era costituita da 2 muri con un'intercapedine riempito di pietrisco. Le aperture erano ben studiate in modo da dare degli effetti luminosi precisi, colpendo in date precise la parte più sacra del luogo.
La Gigantia è uno dei Templi megalitici di Malta riconosciuto, per primo, Patrimonio dell'Umanità dall'UNESCO nel 1980.